# Theophil von Hansen
Theophil Edvard Hansen, od roku 1884 v Rakousku-Uhersku nobilitovaný sv. pán von Hansen (13. července 1813 Kodaň – 17. února 1891 Vídeň) byl dánsko-rakouský architekt, představitel evropského klasicismu a novorenesance 19. století.

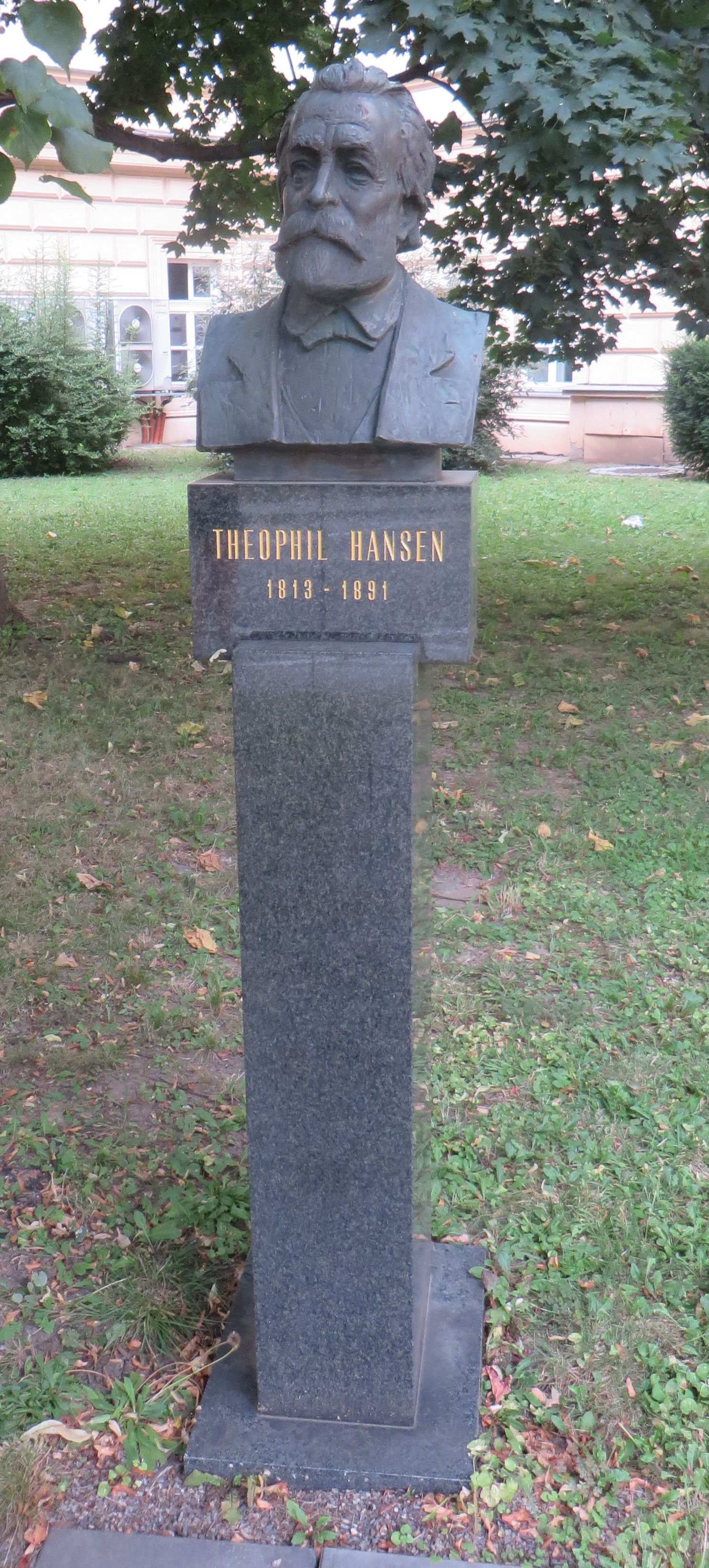
Busta v areálu nemocnice u sv. Anny v Brně

## Život
Byl jedním ze šesti dětí violisty a zaměstnance pojišťovny Rasmuse Hansena Braathena (1774-1824) norského původu, a Sophie Elisabeth Jensenové, Dánky z Kodaně. Jeho bratr Hans Christian Hansen (1803-1883) byl také architektem. Oběma bratrům byl prvním velkým vzorem Christian Frederik Hansen (1756-1845), který byl průkopníkem klasicistní architektury ve Skandinávii, nikoliv však příbuzný této rodiny.
Dalším vzorem byl dánský architekt Gustav Friederich Hetsch, profesor na Akademii umění v Kodani, u něhož Hansen Začal studovat.
Po studiích u Karla Friedricha Schinkela na Stavební akademii v Berlíně a studijním pobytu ve Vídni Theophil Hansen odejel do Athén, kde kromě studia klasické řecké architektury a byzantské architektury pracoval pro bankéře Gerogia Sinase a roku 1842 vytvořil svůj první projekt kostela. Postupně vytvořil řadu dalších návrhů veřejných budov ve stylu klasicismu, a díky tomuto investorovi je mohl realizovat.
Díky renomé, které si Hansenovy realizace v Athénách získaly, přivedl bankéř Georgios Sinas Hansena do Vídně, aby projektoval jak pro něj, tak pro další investory stavby v „řeckém stylu“. Jeho nadání rozpoznal již uznávaný vídeňský architekt Ludwig Förster (1797-1863), který jej přijal jako svého asistenta. Ve Försterově ateliéru pracoval v letech 1846-1852, oženil se s jeho dcerou, která však po roce a půl zemřela.
V období po zboření hradeb a staré zástavby Vídně nastala konjunktura nové architektury. Hansen si vytvořil tým spolupracovníků včetně malíře a sochaře a brzy vypracoval na jednoho z nejvýznamnějších rakouských architektů té doby. V roce 1863 byl jmenován čestným občanem města Vídně, od roku 1868 do roku 1884 učil jako profesor na Akademii výtvarných umění a téhož roku 1884 byl povýšen do šlechtického stavu.
K jeho žákům a následovníkům patřil Theodor Friedl.
Je pochován v čestném hrobě na vídeňském ústředním hřbitově (Skupina 14A, číslo 20). Roku 1894 po něm byla pojmenována ulice v centru Vídně. Na podestě hlavního vchodu Parlamentu byla vztyčena jeho portrétní busta.

## Dílo
Hansen byl jedním z nejvýznamnějších architektů novořeckého stylu pro města Athény a Okružní třídu ve Vídni. Stavěl také v dalších městech, například v Benátkách. Jeho nejznámějším dílem je budova Říšské rady (dnes Parlament) ve Vídni, která byla jeho poslední realizací, a proto mu tam (vpravo od hlavního vchodu) byla odhalena pamětní busta.
Ve svých počátcích vyšel ze směsi stylů Schinkelova klasicismu a romantismu, později převážila inspirace klasické renesance. Je především čelným představitelem středoevropského historismu 2. poloviny 19. století a monumentálního stylu novorenesance.
Podobně jako jeho profesor Schinkel také Hansen rád a pro své potěšení kreslil a maloval. Kromě toho do svých staveb navrhoval dekoraci stropů, stěn a dveří interiérů včetně sochařských prvků a jejich ornamentů, i umělecko-řemeslné zařízení, nábytek, lustry, nádobí, aj.
Do architektury českých zemí přispěl svými brněnskými realizacemi. V areálu nemocnice u sv. Anny v Brně mu byla v roce 2002 odhalena busta. 
- Kostel Zvěstování Panny Marie, Athény, 1842
- Universita, Athény, 1839–1849
- Hvězdárna, Athény, 1843–1846
- Kleinův palác, Brno, 1847–1848 (spolu s Ludwigem Försterem)
- C.k. Vojenská invalidovna, Lvov, Halič (nyní Ukrajina) 1854–1863
- Akademie věd, humanity a umění, Athény, od 1856
- Arsenal: komplex kasáren, zbrojnice a Vojenského historického muzea, Vídeň, 1856
- Zámek Hernstein, Herstein, Dolní Rakousko, 1856–1880
- Stará městská nemocnice, Patras, 1857
- novorenesanční přestavba zámku v Černé Hoře, po 1857
- Evangelický kostel, Vídeň – Matzleinsdorf, 1858
- Kostel řecké ortodoxní církve, Masný trh (Fleischmarkt), Vídeň, 1858–1862
- Rudolfův dvůr, Vídeň, Hörlgasse 15, 1860–1863
- Palác arcivévody Viléma Těšínského, Vídeň, 1864–1868
- Zemská nemocnice u sv. Anny, Brno, 1864–1868
- Budova Musikverein, Vídeň, 1867–1870
- Bývalá Sieglova vila, Šumperk 1867
- Hansenův vlastní palác, Vídeň, 1868–1872
- Epsteinův palác, Vídeň, 1868–1872
- Haasův obchodní dům, Praha, 1869–1871
- Ephrussiův palác, Vídeň, 1872–1873
- Akademie výtvarných umění, Vídeň, 1871–1876
- Besední dům, Brno, 1871–1873
- Pražákův palác, Brno, 1872–1874
- Burza, Vídeň, 1874–1877
- Zámek Nadelburg, Lichtenwörth, Dolní Rakousko, 1880–1882
- Zappeion, Athény, 1874–1888
- Budova Říšské rady (Nový parlament), Vídeň, 1874–1883
- Evangelický kostel, Kežmarok, 1879–1892
- Zemská vychovatelna císaře Františka Josefa, nyní budova Veterinární a farmaceutické univerzity v Brně, Palackého ul.

## Galerie

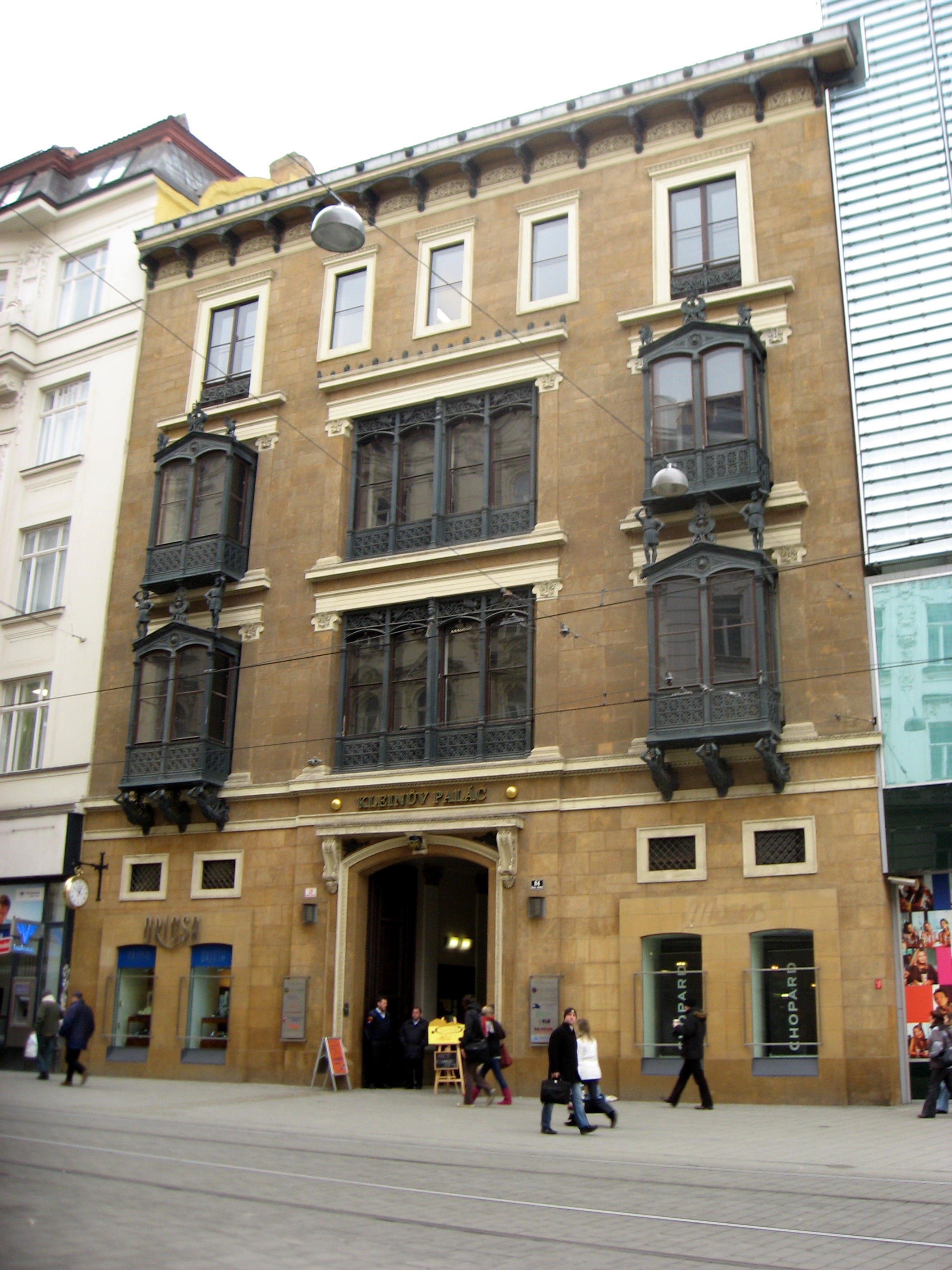
Kleinův palác, Brno
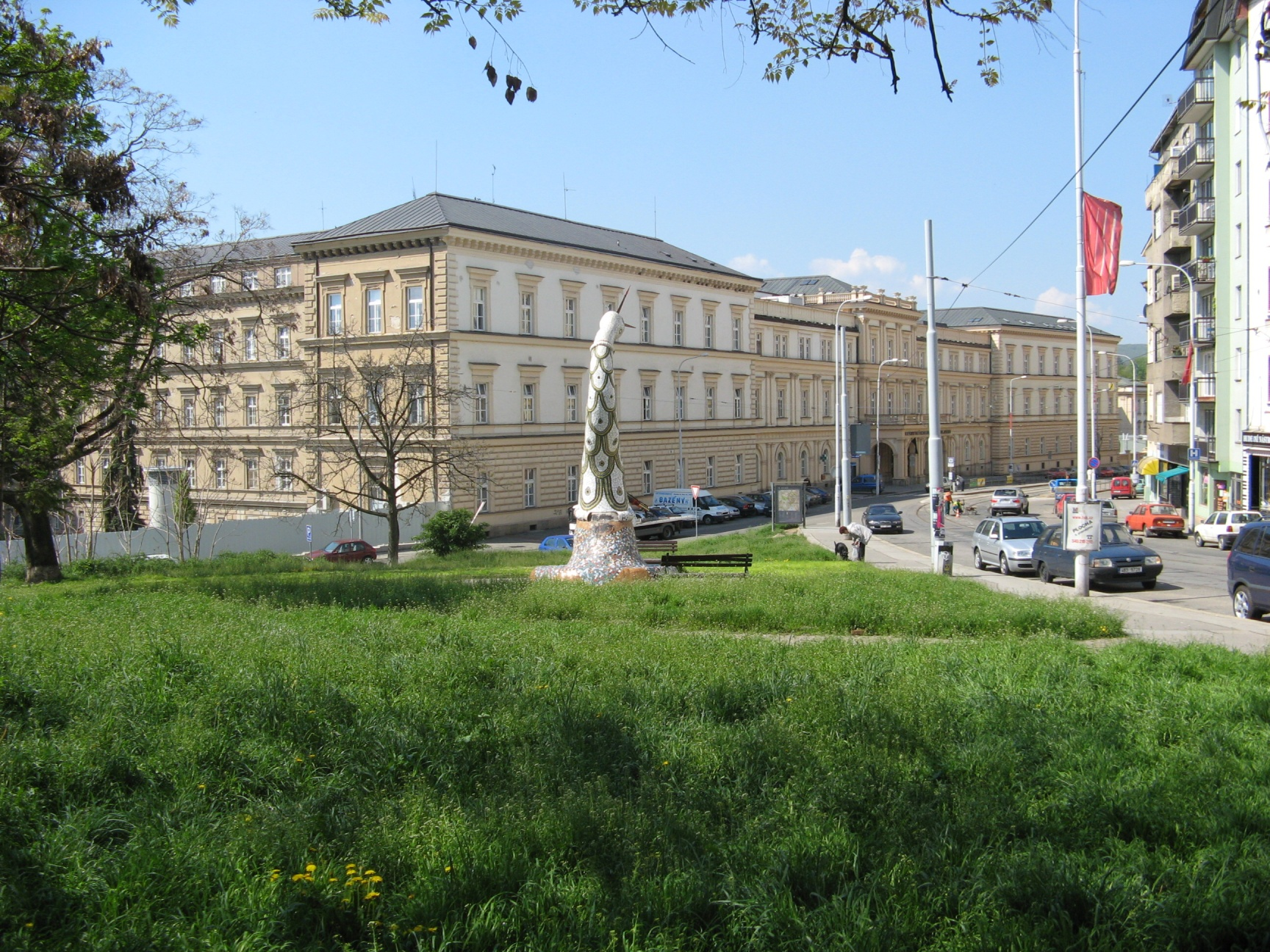
Nemocnice U svaté Anny, Brno
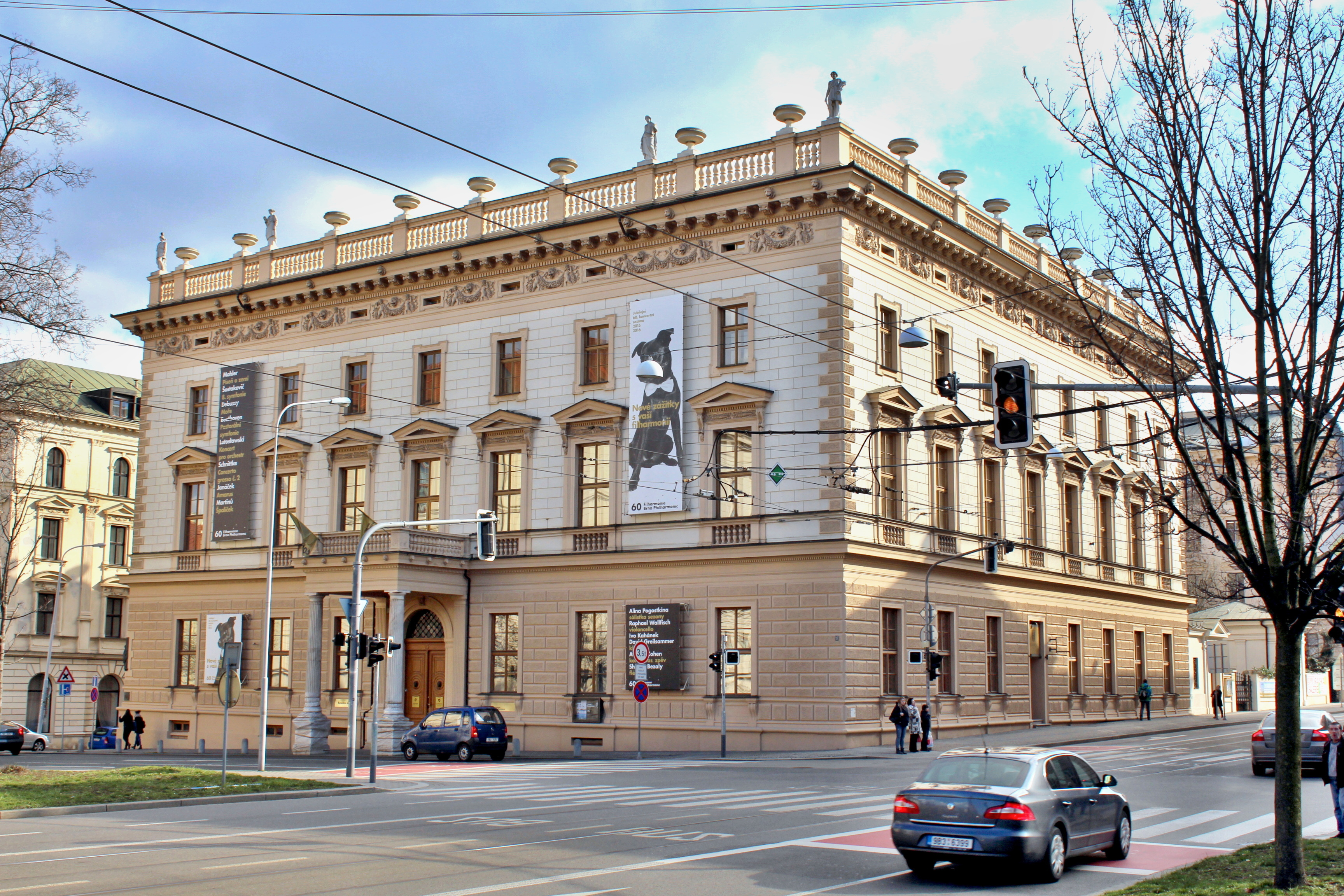
Besední dům, Brno
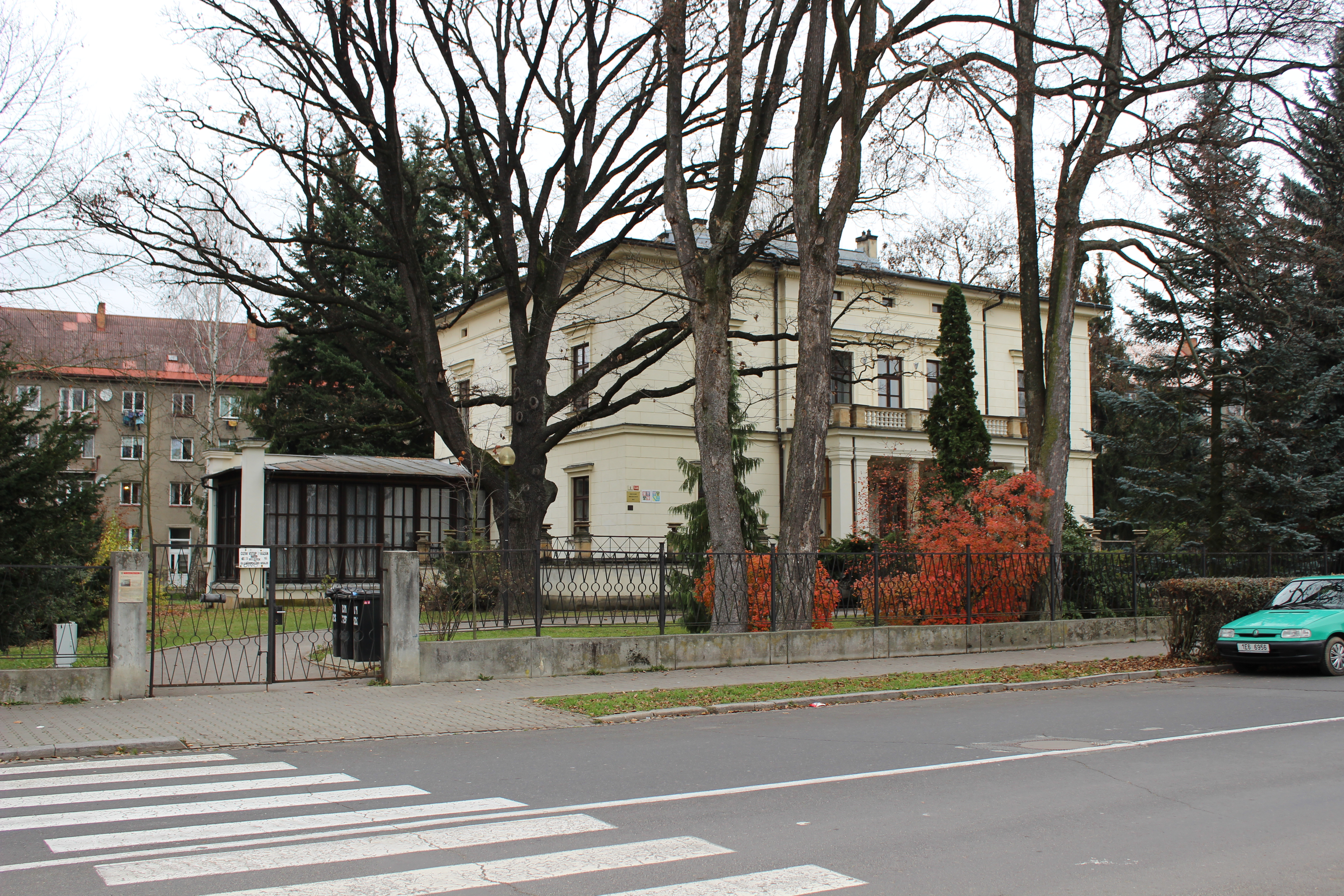
Sieglova vila, Šumperk
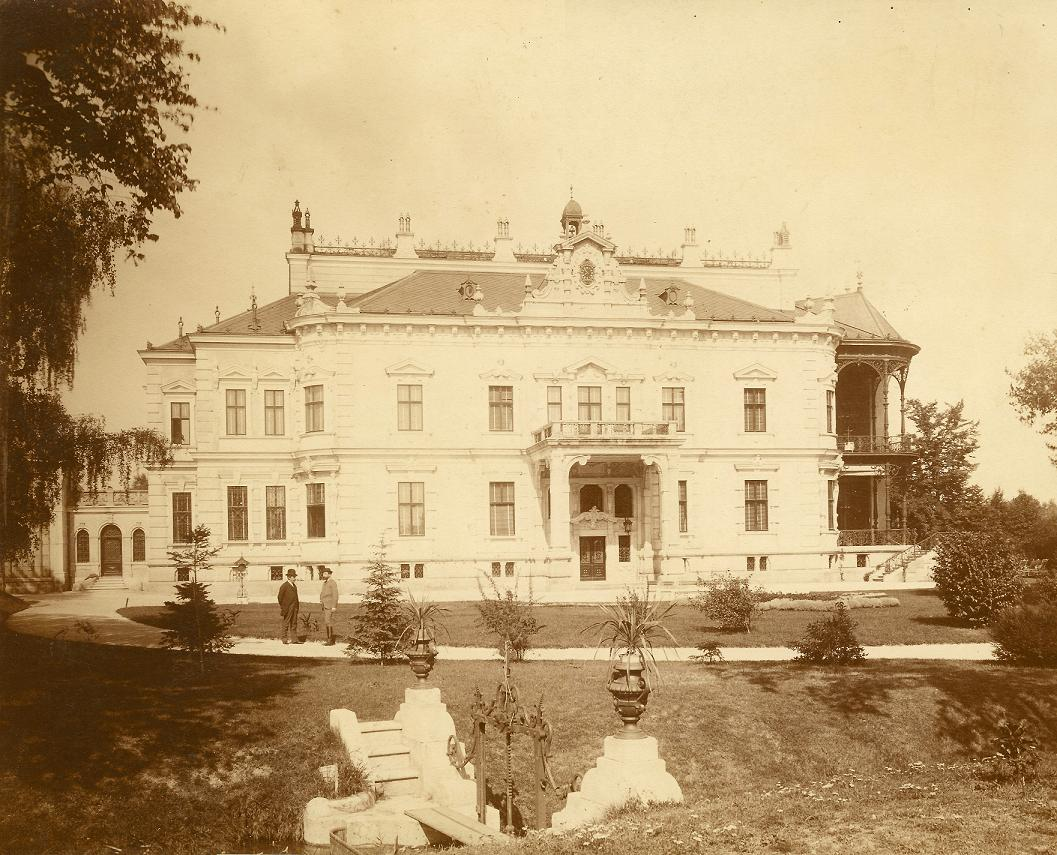
Zámek Nadelburg, Lichtenwörth
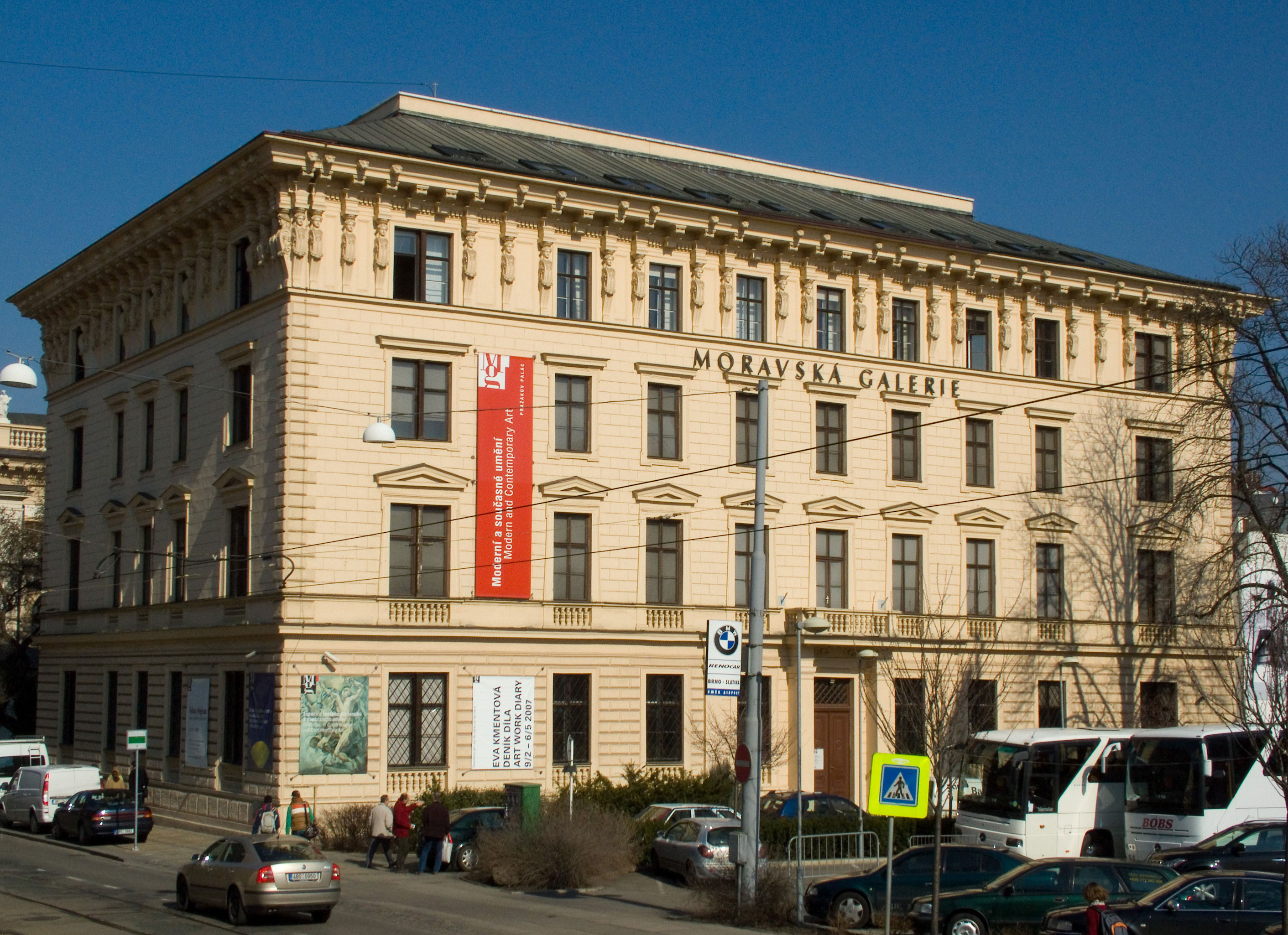
Pražákův palác, Brno
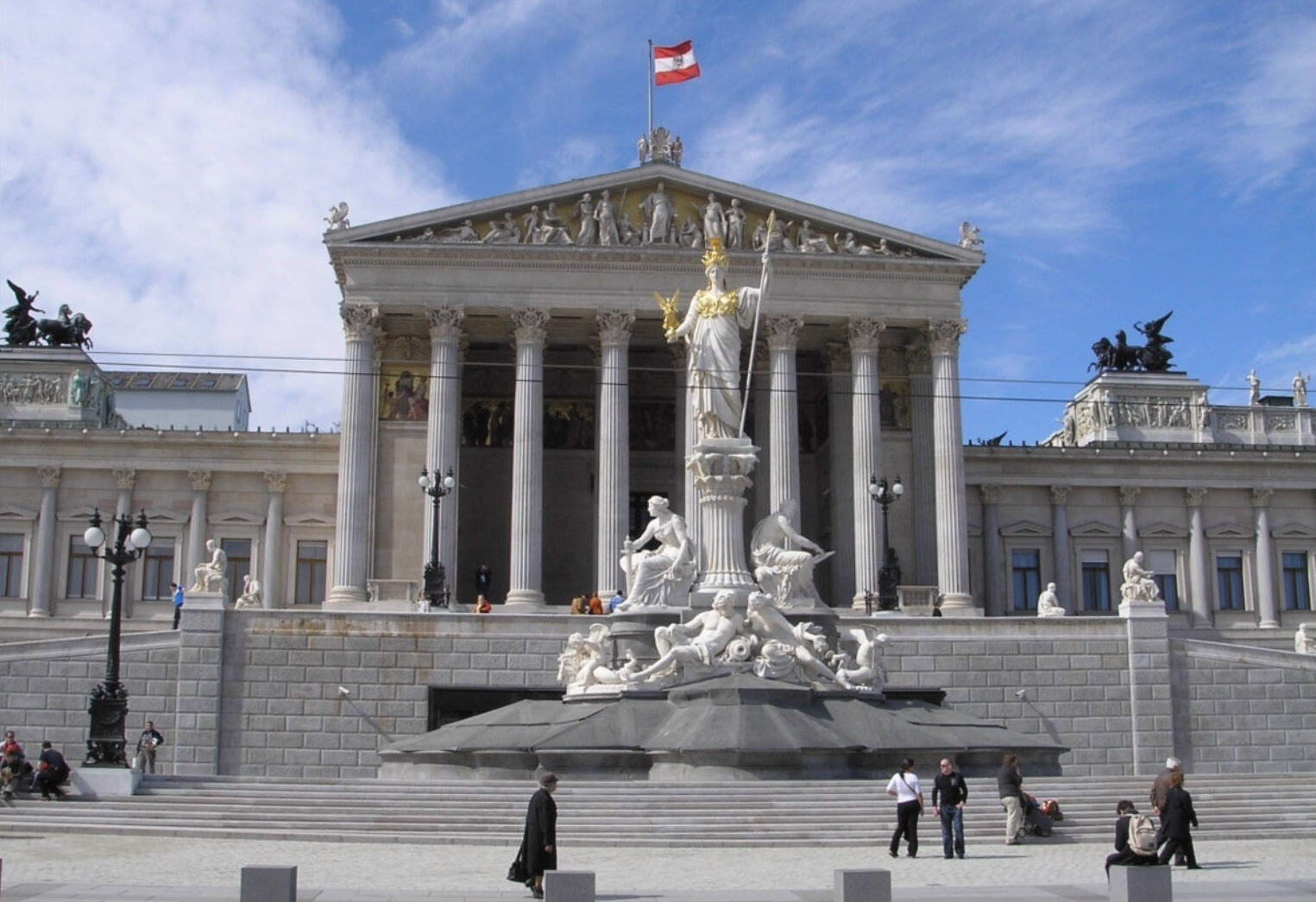
Budova rakouského parlamentu na Okružní třídě ve Vídni
Zappeion, Athény
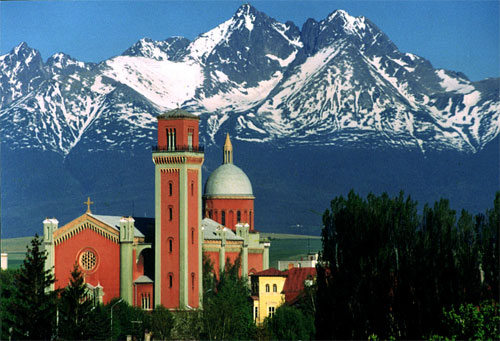
Nový evangelický kostel v Kežmarku
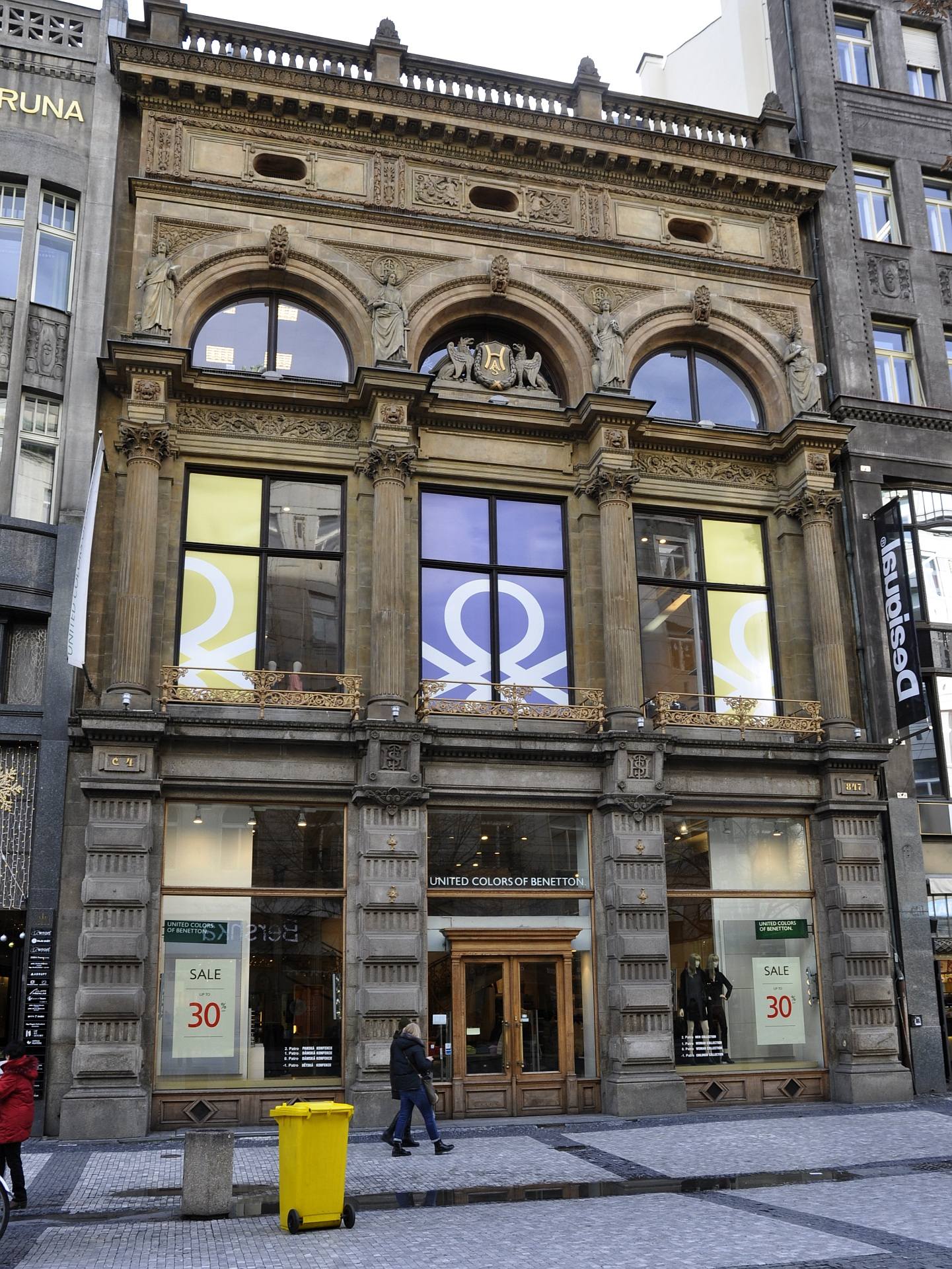
Haasův obchodní dům, Praha
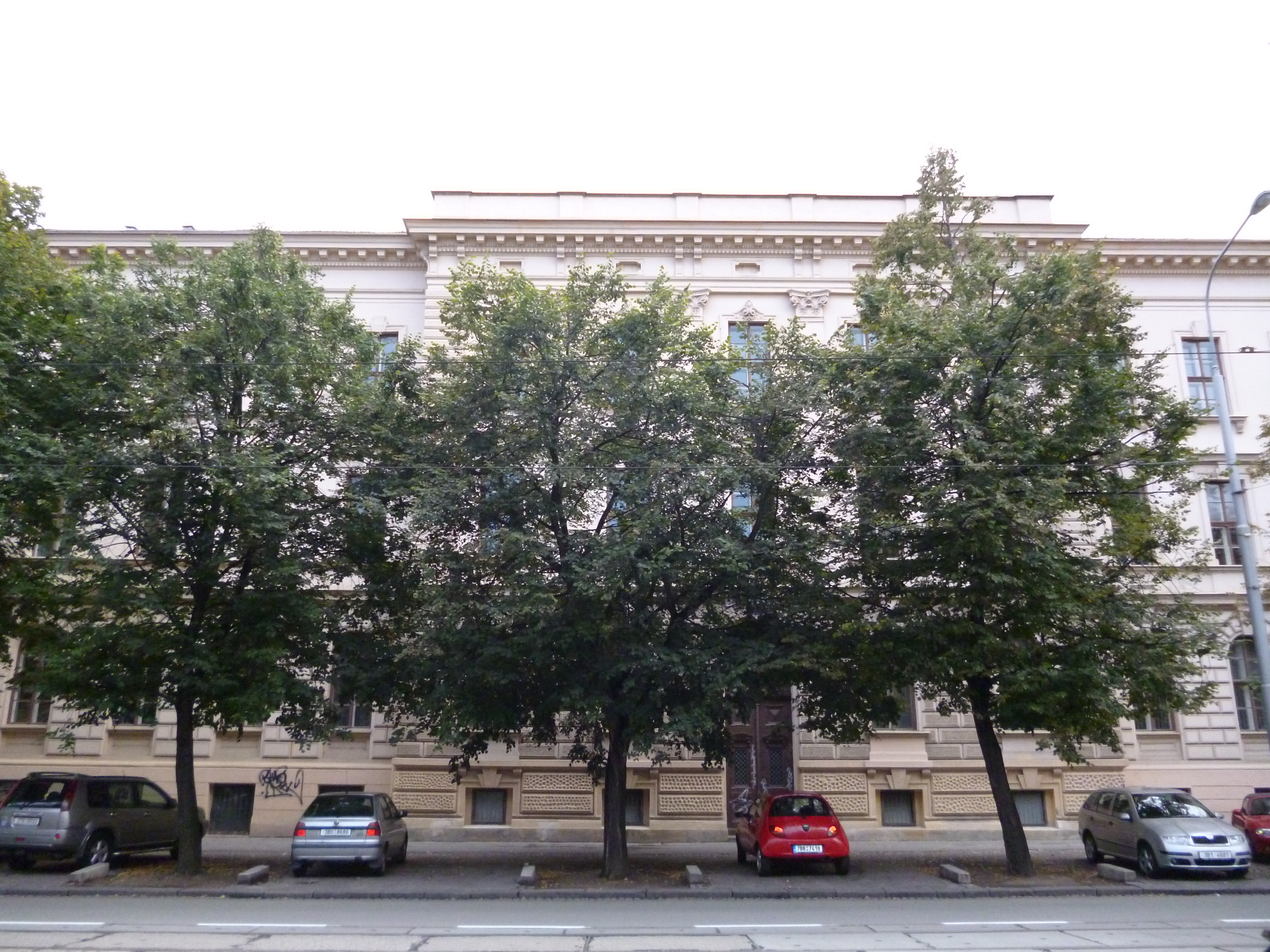
Zemská vychovatelna v Brně
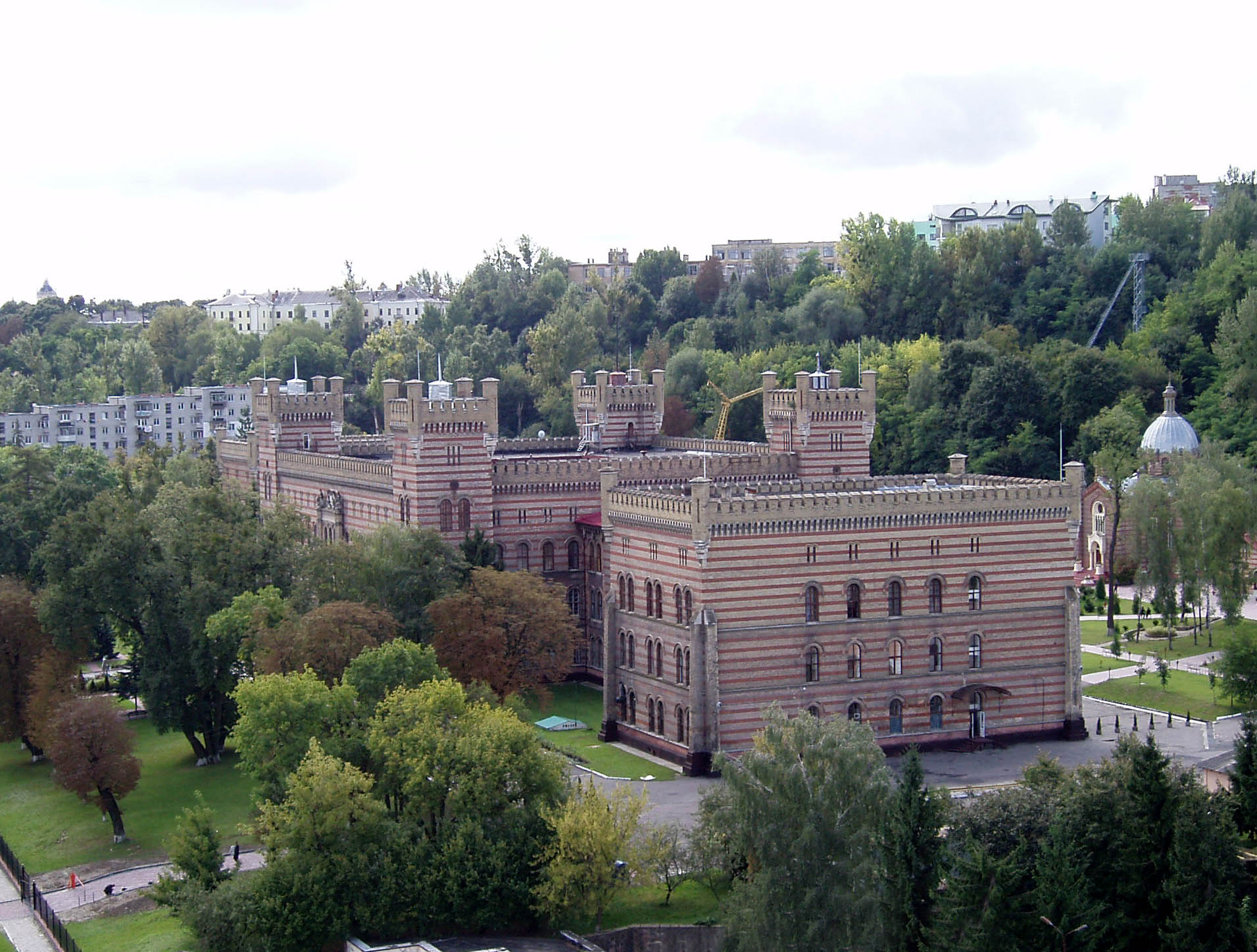
Vojenská invalidovna ve Lvově